# Корона от звезди
Короната от звезди, още кръг от дванадесет звезди, е един от атрибутите в символизмът при светците съответстващ на Богородица. Представлява кръг от 12 звезди символизиращи 12-те най-велики серафим ангела, назначени за защита на Дева Мария, както е описано от св. Екатерина Лабур през 1830 г., когато ѝ е заповядано от Бог да създаде медала на Непорочното зачатие, известен още като „Чудодейният медал“.

## Символика
Кръгът от звезди често представлява единство, солидарност и хармония във флагове, печати и знаци, и се вижда и в иконографски мотиви, свързани с Жената на Апокалипсиса, както и в бароковото алегорично изкуство, което понякога изобразява Корона на безсмъртието.

## Жената на Апокалипсиса
Новия завет, Откровение на Йоан (12:1, 2 и 5) описва Жената от Апокалипсиса: „И на небето се яви голямо чудо; жена, облечена в слънце и луна под краката ѝ, а на главата ѝ корона от дванадесет звезди. И тя, която е с дете, плачеше, мъчително раждане. .... И тя роди мъжко дете, което щеше да управлява всички народи с желязна тояга: и детето ѝ беше хванато за Бога и за престола му“.
В католическата традиция тя е идентифицирана с Богородица, особено във връзка с Непорочното зачатие. Дева Мария често се изобразява с корона или кръг от звезди.

## Европейски флаг
Европейският флаг, приет за първи път от Съвета на Европа, се състои от 12 златни звезди в кръг на син фон. Звездите символизират идеалите за единство, солидарност и хармония между народите в Европа. Броят на звездите няма нищо общо с броя на страните членки, въпреки че кръгът е символ на единство.

## Галерия

### Религиозен символ
- Майка на скръбта, статуя в град Zeitun, Малта
- Дева Мария, увенчана със звезди, Гренобъл, Франция
- „Мадона в заключената градина“, статуя в град Warfeuisen, Холандия
- Благословена Дева Мария, базилика Свети Джулио, Орта, Италия

### Нерелигиозен символ

#### Знамена
- Знамето на Европа
- Знаме на Паневропейския съюз (звездите са добавени след създаването на европейското знаме)
- Първото, 13-звездно американско знаме (ушито от Бетси Рос според легендата)
- Знаме на Мианмар (1974 – 2010)
- Знаме на островите Кук; 15 звезди символизират островите на щата
- Знаме на Кабо Верде

#### Гербове
- Емблема на ФБР; звездите представляват първите тринадесет щата на Съединените щати
- Емблема на президента на САЩ
- Герб на Бразилия
- Герб на Сингапур

#### Венец на безсмъртието
- „Корона на безсмъртието“, дарена от алегоричната фигура на Вечността

## Вижте още
- Нимб
- Ореол
- Жената на Апокалипсиса носеща венец от 12 звезди